# Onocolus intermedius
Onocolus intermedius là một loài nhện trong họ Thomisidae.
Loài này thuộc chi Onocolus. Onocolus intermedius được Cândido Firmino de Mello-Leitão miêu tả năm 1929.